# Catedral de Ani
La catedral de Ani fue construida por el arquitecto Tradt, siendo empezada durante el reinado de Sembat II Tierezakal por orden suya y terminada por la reina Katranide, esposa de Gagik I de Armenia. Está en los suburbios de Ani, antigua capital de Armenia y hoy ciudad en ruinas en Turquía, en la frontera con Armenia. La catedral también se encuentra en estado ruinoso.

## Descripción e historia
La iglesia ofrece un ejemplo de planta cruciforme enclavada en un plano rectangular. El arquitecto Tradt terminó a la vez el Palacio Catholicós y la Madre Catedral de Ani, entre los años de 990 y 1001 (o 1010). Ese año fue consagrada a la Bienaventurada Virgen María. Su composición arquitectónica la convierte en una de las piezas maestras de la arquitectura armenia. Algunos estudiosos europeos piensan que la composición interior pertenece al Gótico tardío de los siglos XII-XIV.
En 1064, tras la conquista de Ani por los selyúcidas, la catedral fue convertida en mezquita. Más tarde, volvió a ser usada como iglesia armenia. El estado de la catedral comenzó a empeorar a causa del desuso y la falta de reformas, y la cúpula colapsó en el 1319, derrumbándose.
En 1988, la esquina noroccidental de la iglesia fue dañada por un terremoto. Actualmente la catedral es una ruina a punto de derrumbarse, al igual que todos los restos de la antigua capital olvidada de Ani.